# Deceiver (The Word Alive)
Deceiver è l'album di debutto del gruppo musicale statunitense The Word Alive, pubblicato il 31 agosto 2010 dalla Fearless Records.

## Tracce
Testi di Tyler Smith, musiche dei The Word Alive, eccetto dove indicato.
1. The Hounds of Anubis – 4:13
2. Epiphany – 4:03
3. The Wretched (featuring David Stephens of We Came as Romans) – 4:06 (musica: Joshua Moore, The Word Alive)
4. Consider It Mutual – 5:02
5. 2012 (featuring Levi Benton of Miss May I) – 3:02 (musica: The Word Alive, Tom Denney)
6. Dream Catcher – 3:25
7. Like Father Like Son – 4:44
8. Battle Royale – 3:56 (musica: The Word Alive, Tony Aguilera)
9. You're All I See – 3:51
10. We Know Who You Are – 5:36

Tracce bonus nell'edizione deluxe digitale
1. Lights and Stones – 4:04 (Tyler Smith)
2. Apologician – 3:50 (Tyler Smith)
3. The Wretched (KC Blitz Remix) – 4:35 (musica: The Word Alive, Jon Courtney)
4. 2012 (KC Blitz Remix) – 5:39 (musica: The Word Alive, Tom Denney, Jon Courtney)
5. The Hounds of Anubis (Wes Borland Remix) – 4:03 (musica: The Word Alive, Wes Borland)
6. Heartless (Kanye West Cover) – 4:01 (testo: Kanye West – musica: Kanye West, Ernest Wilson, Scott Mescudi, Malik Jones)
7. Over the Mountain (Ozzy Osbourne Cover) – 4:20 (testo: Ozzy Osbourne – musica: Ozzy Osbourne, Randy Rhoads, Bob Daisley, Lee Kerslake)

## Formazione
- Telle Smith – voce
- Zack Hansen – chitarra solista, voce secondaria
- Tony Pizzuti – chitarra ritmica
- Nick Urlacher – basso
- Justin Salinas – batteria, percussioni
- Dusty Riach – tastiera, programmazione

## Classifiche
| Classifica (2010)         | Posizione massima |
| ------------------------- | ----------------- |
| Stati Uniti               | 97                |
| Stati Uniti (independent) | 15                |
| Stati Uniti (rock)        | 37                |
| Stati Uniti (hard rock)   | 14                |